# Рокитнівська селищна територіальна громада
Рокитнівська селищна громада — територіальна громада в Україні, в Сарненському районі Рівненської області. Адміністративний центр — селище Рокитне.
Утворена відповідно до Розпорядження Кабінету Міністрів України від 12 червня 2020 року № 722-р «Про визначення адміністративних центрів та затвердження територій територіальних громад Рівненської області».
До складу громади увійшли 2 селищні та 9 сільських рад: Рокитнівська та Томашгородська селищні, Біловізька, Блажівська, Борівська, Карпилівська, Кисорицька, Масевицька, Рокитнівська, Сновидовицька, Томашгородська сільські ради.
Територія Рокитнівської селищної територіальної громади на півночі межує з територією Березівської територіальної громади, на північному заході — з територією Старосільської сільської громади, на сході -  із Олевською міською радою Житомирської області, на південному сході — із Новоград-Волинським районом Житомирської області, на півдні — із Березнівською міською радою, на заході — із Вирівською сільською громадою та Клесівською селищною громадою.
Площа громади — 1590,6 км², населення — 39 444 осіб (2021). Відстань до районного центру м. Сарни — 52 км. До обласного центру — 140 км.
Є найбільшою селищною громадою України за кількістю населення.

## Населені пункти
У складі громади 2 селища (Рокитне, Томашгород) і 23 села:
- Біловіж
- Більськ
- Блажове
- Борове
- Буда
- Будки-Сновидовицькі
- Дерть
- Єльне
- Залав'я
- Карпилівка
- Кисоричі
- Купель
- Лісове
- Масевичі
- Мушні
- Нетреба
- Олександрівка
- Осницьк
- Остки
- Рокитне
- Сновидовичі
- Старики
- Томашгород